# 阿芙羅拉航空
阿芙羅拉航空（俄语：Аврора，又译奧羅拉航空、極光航空）是一家以俄羅斯海參崴為基地的航空公司，經營國內以及亞洲地區的航線。除此之外還經營專機及直昇機服務。其樞紐機場為海參崴國際機場。于2014年海參崴航空與薩哈林航空合併組成一間新的航空公司，服務俄羅斯遠東地區。「阿芙羅拉航空」名稱是以紀念「阿芙罗拉号巡洋舰」而來命名。

## 機隊

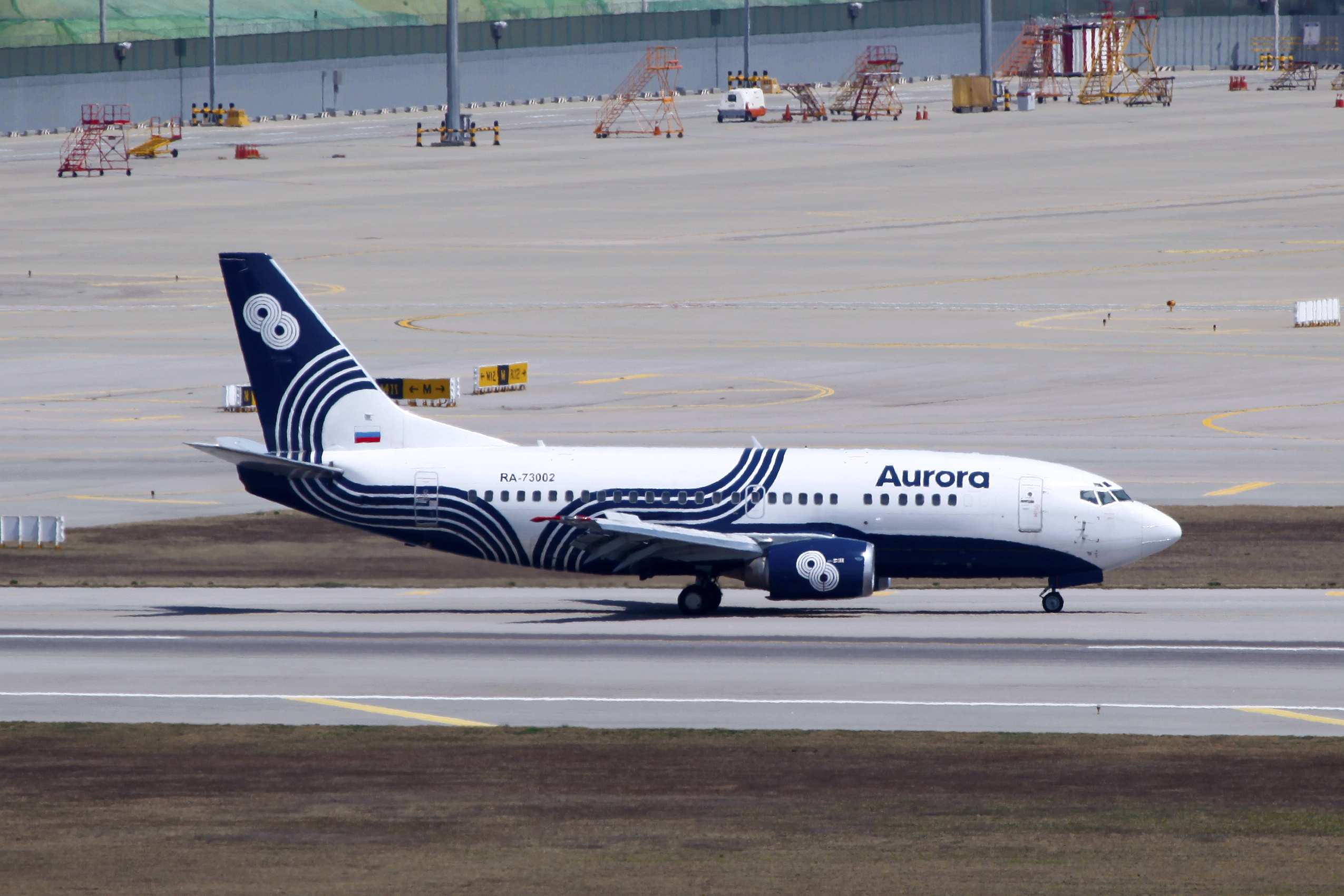
阿芙羅拉航空的波音737-500型客機在仁川國際機場滑行

- 10架空中巴士A319-100
- 1架龐巴迪Dash 8-Q200
- 3架龐巴迪Dash 8-Q300
- 5架龐巴迪Dash 8-Q400

## 外部連結
- （简体中文） 阿芙羅拉航空
- （俄文） 阿芙羅拉航空
- . The Drum. 25 November 2013. （原始内容存档于2013-12-17）.
- (新闻稿). Aeroflot. 6 November 2013. （原始内容存档于2013-11-06）.